# 4170 Semmelweis
A 4170 Semmelweis kisbolygó a kisbolygóövben kering. 1980. augusztus 6-án fedezte föl Zdeňka Vávrová. A kisbolygó a nevét Semmelweis Ignác világhírű magyar orvosról kapta, aki az anyák megmentője megtisztelő névvel is ismerünk, mert ő fedezte föl a gyermekágyi láz okát.

## Külső hivatkozások
- Semmelweis A 4170 Semmelweis kisbolygó a JPL Small-Body adatbázisában